# Torfowiec pięciorzędowy
Torfowiec pięciorzędowy (Sphagnum quinquefarium (Lindb.) Warnst.) – gatunek mchu z rodziny torfowcowatych (Sphagnaceae). Występuje w Europie, Chinach, Indiach, Japonii i Ameryce Północnej.

## Rozmieszczenie geograficzne
W Europie występuje od Norwegii, Szwecji, Finlandii i Rosji na północy, po Hiszpanię, Andorę, Francję, Włochy, Rumunię, Bułgarię i Gruzję na południu. Jego zasięg południkowy rozciąga się od Wysp Brytyjskich na zachodzie do Uralu na wschodzie. W Górach Skandynawskich rośnie powyżej granicy drzew, w Alpach do wysokości około 1900 m n.p.m. (Szwajcaria), obecny także w Karpatach, w tym w Tatrach.
W Polsce najczęściej spotykany jest w górach. Ma rozproszone stanowiska w Karpatach, w tym najwyżej położone w Tatrach (2020 m n.p.m.). W Sudetach i Górach Świętokrzyskich jest bardzo rzadki. Na niżu podawany był między innymi z Pojezierza Kaszubskiego.

## Morfologia i anatomia

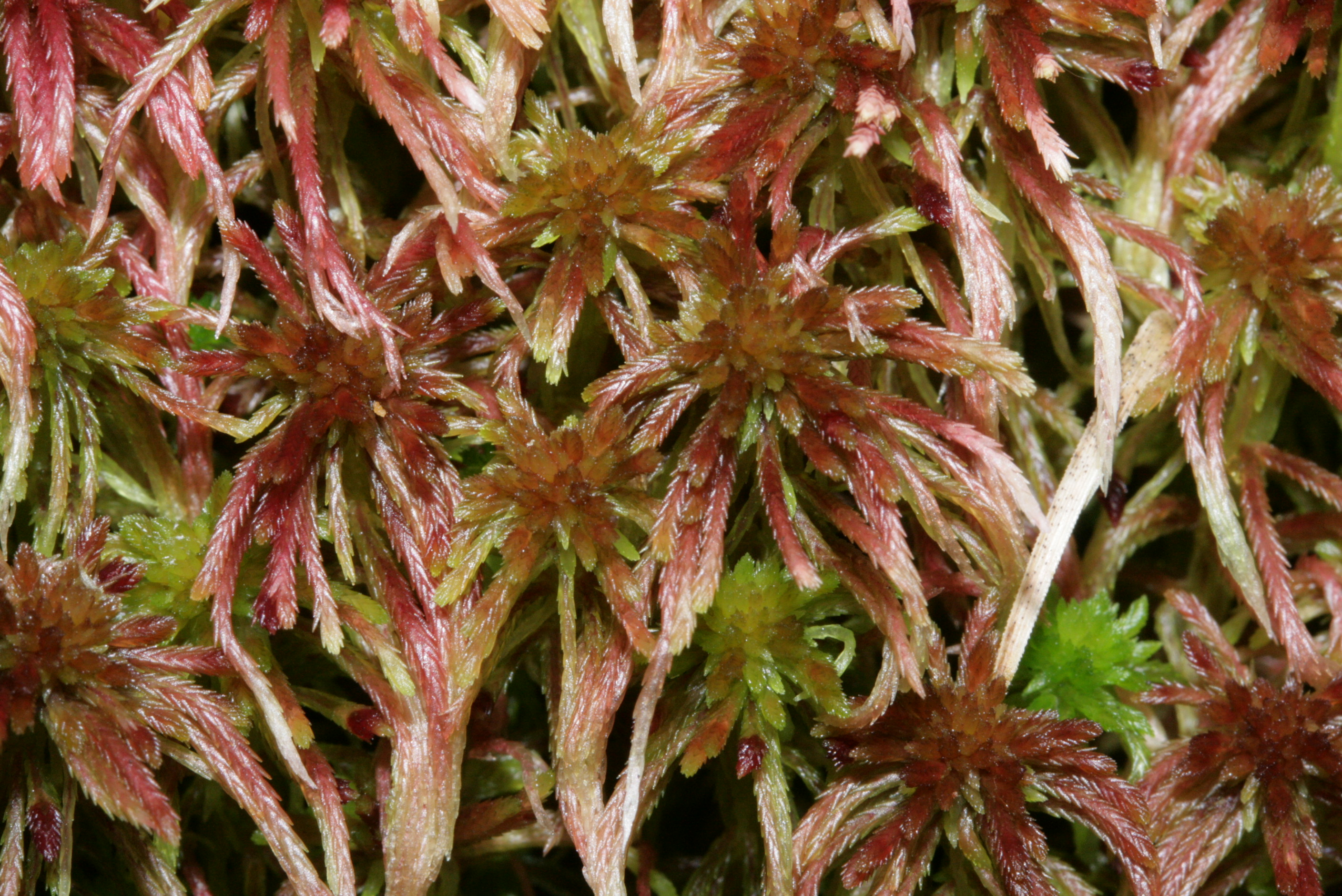
Główki torfowca pięciorzędowego z listkami ułożonymi na górnych gałązkach w charakterystycznych szeregach nadających gałązkom kanciasty wygląd

PokrójTorfowiec mały lub średniego rozmiaru, lecz dość wysoki i sztywny, tworzący darnie koloru zielonego, bladozielonego do żółtozielonego z różowymi, czerwonawymi bądź czerwonymi przebarwieniami. Niekiedy, choć rzadko, całe darnie zabarwione są na czerwono.
GłówkiWyraźnie wypukłe, prawie półkoliste lub półkoliste, zwarte, bez wyraźnego pączka wierzchołkowego.
PęczkiZ pięcioma gałązkami, co odróżnia ten gatunek od innych torfowców z sekcji Acutifolia, choć obserwowane były także pęczki z czterema gałązkami. Nie przykrywają one łodyżek. Trzy z gałązek to gałązki odstające, osiągające do 25 mm długości, sztywne, na końcach zwężające się (cechy te nie dotyczą gałązek w górnych partiach rośliny). Górne gałązki są krótkie i grube, a ich części dystalne często przebarwione są na czerwono. Gałązki zwisające są tak samo długie jak gałązki odstające lub od nich dłuższe, delikatniejsze, w przekroju cylindryczne, również zwężające się ku końcowi.
ŁodyżkiCienkie, do 0,8 mm średnicy, żółtawozielone, często miejscowo przebarwione na czerwono, z trzy- lub czterowarstwową dobrze rozwiniętą korą, zbudowaną z komórek wodnych. Łodyżki gałązek mają wyraźnie rozwinięte, najczęściej pojedyncze komórki retortowe. Cylinder wewnętrzny żółtawy lub żółtobrązowy, czasami i tylko miejscami czerwony.
Listki łodyżkoweDo 1,3 mm długości, wzniesione, trójkątne, nieco językowate lub trójkątno-owalne i trójkątno-językowate. Wąsko zaokrąglony szczyt ma często zawinięte krawędzie, przez co sprawia wrażenie zaostrzonego. Komórki wodne najczęściej bez listewek, jeśli już to tylko w części wierzchołkowej listka, raczej słabo widoczne.
Listki gałązkoweDo 1,5 mm długości, lancetowate, gęsto ułożone, u szczytu z podwiniętymi krawędziami, przez co sprawiające wrażenie wąsko zakończonych. Listki gałązek odstających zazwyczaj ułożone są pięciu szeregach, zwłaszcza na górnych gałązkach, gdzie są wyraźnie rzędowo rozmieszczone, co nadaje tym gałązkom graniastosłupowy kształt, pięciorzędowe rozmieszczenie spotykane jest także u nasady dolnych gałązek. Komórki wodne po stronie grzbietowej w przekroju poprzecznym silnie rozdęte i mają liczne pory, po stronie brzusznej w przekroju poprzecznym płytko wypukłe bądź płaskie i mają duże pory jedynie w strefach krawędziowych listków. Komórki chlorofilowe w przekroju poprzecznym są cienkościenne, trójkątne do słabo trapezowych, wąsko otwarte po stronie grzbietowej listka, szeroko otwarte po jego stronie brzusznej.
Gatunki podobneMoże być mylony z torfowcem ostrolistnym (Sphagnum capillifolium) i torfowcem rdzawym (Sphagnum rubiginosum). Od torfowca ostrolistnego różni się większą liczbą gałązek w pęczku. U S. capillifolium są zazwyczaj trzy lub cztery, u S. quinquefarium przeważnie pięć, rzadziej cztery. U torfowca pięciorzędowego listki są zawsze wyraźnie ułożone w pięciu rzędach, podczas gdy u torfowca ostrolistnego rzadko układają się w pięć rzędów, a jeśli tak, to niewyraźnie. Oba te gatunki różnią się także kształtem listków łodyżkowych. U S. quinquefarium są one najczęściej trójkątne i dzięki zawiniętym krawędziom sprawiają wrażenie zaostrzonych na szczycie, u S. capillifolium są językowate lub językowato-trójkątne, z tępym szczytem. Od torfowca rdzawego różni się kształtem listków łodyżkowych, u którego są językowate i frędzlowane na szczycie. Ponadto, u S. rubiginosum podobnie jak u S. capillifolium pięciorzędowe ułożenie listków jest niewyraźne.

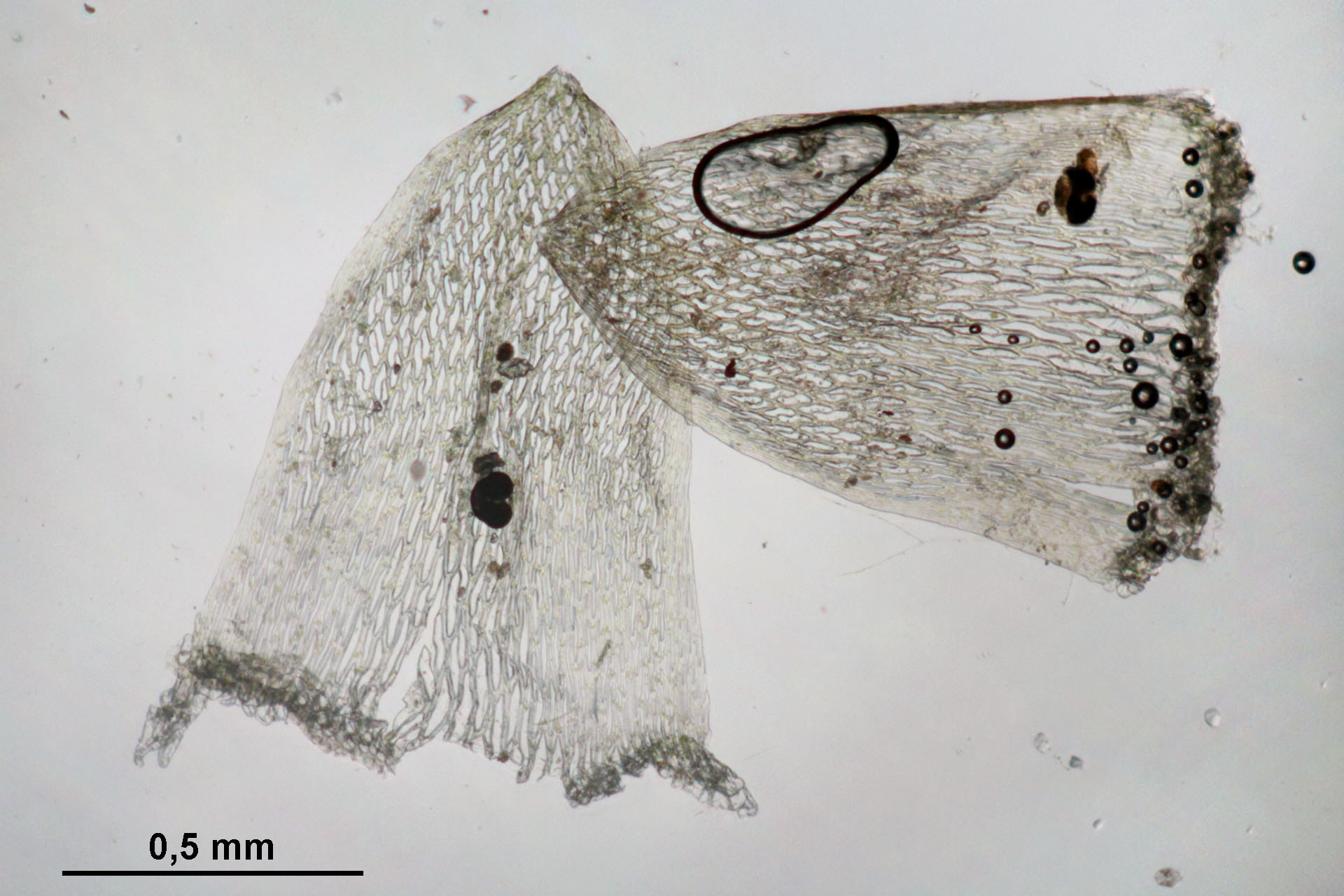
Listki łodyżkowe
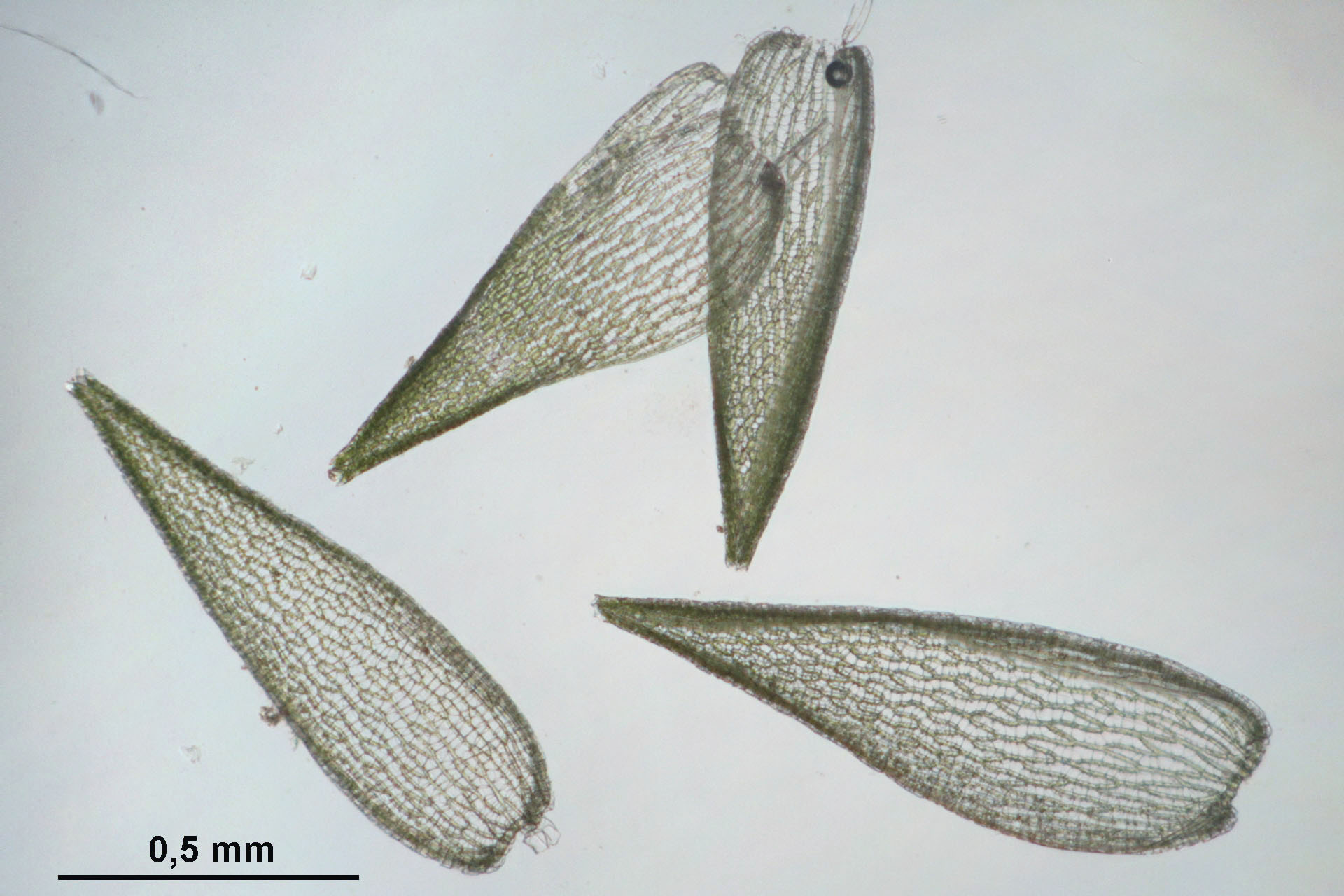
Listki gałązkowe
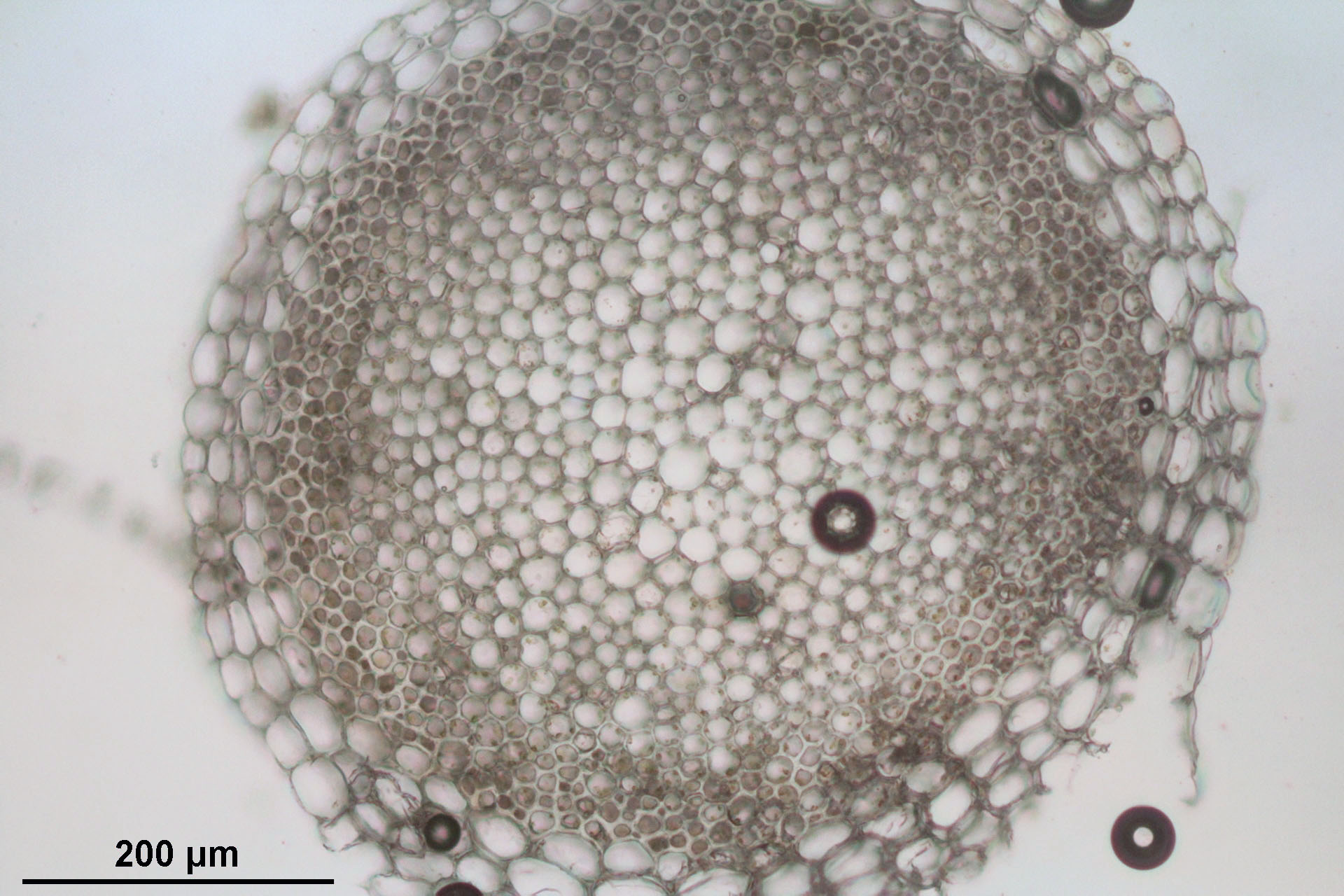
Przekrój poprzeczny przez łodyżkę

## Ekologia i biologia
Rośnie w miejscach wilgotnych z warstwą próchniczą, lecz niezabagnionych – w wilgotnych borach i na obrzeżach leśnych torfowisk. Często występuje razem z torfowcem ostrolistnym, torfowcem Girgensohna, torfowcem Russowa i torfowcem błotnym.

## Ochrona
Gatunek jest objęty w Polsce ochroną od 2001 roku. W latach 2001–2004 podlegał ochronie częściowej, w latach 2004–2014 ochronie ścisłej, a od 2014 roku ponownie objęty jest ochroną częściową, na podstawie Rozporządzenia Ministra Środowiska z dnia 9 października 2014 r. w sprawie ochrony gatunkowej roślin.